# 環球航空 (英國)
環球航空（英語：Global Airlines）是英國一家新創航空公司。公司2023年购得一架从中国南方航空机队退役的空中客车A380客机，并计划从2025年5月开始运营伦敦盖特威克机场至纽约和洛杉矶之间的直飞航线。

## 机队

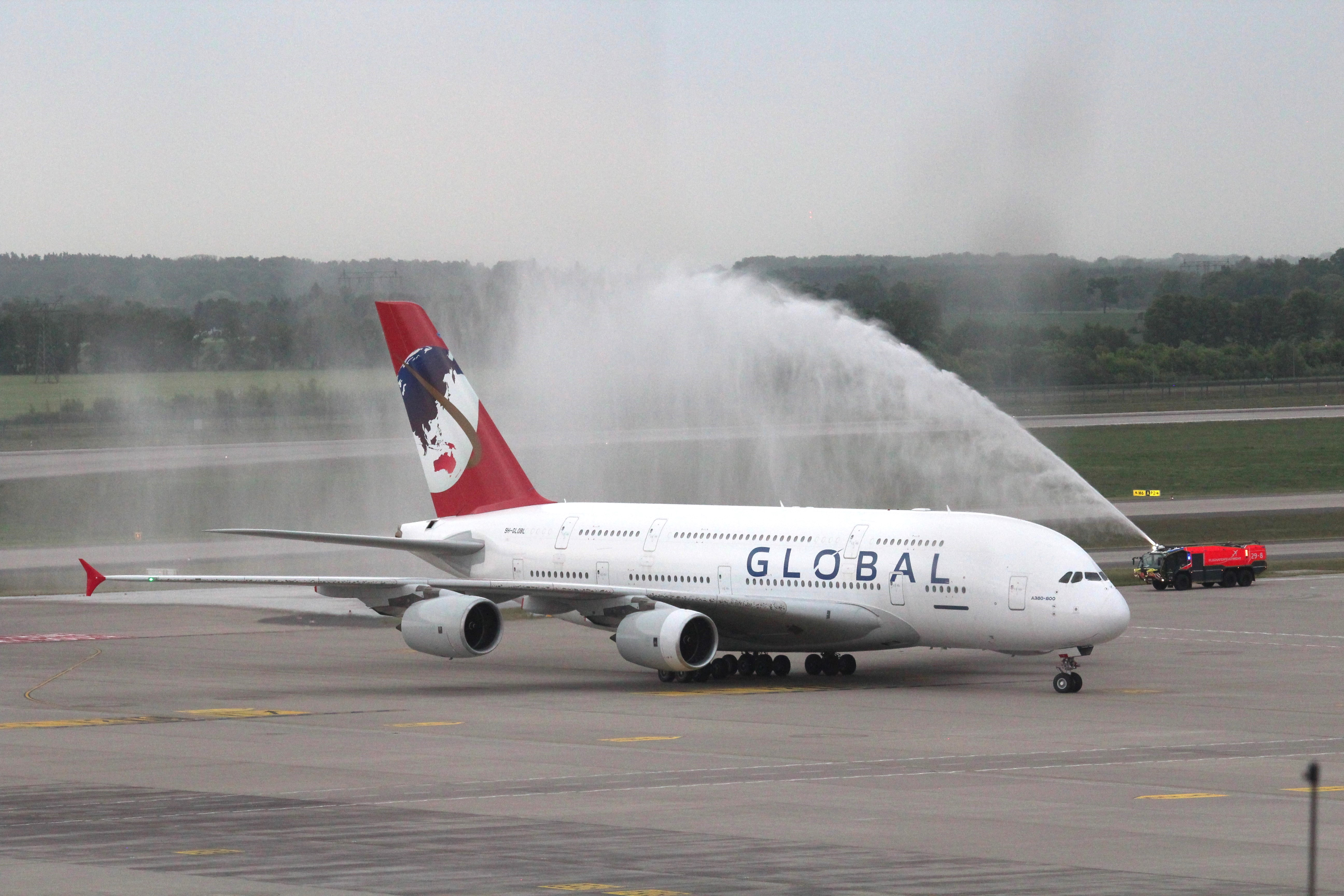
在南航退役全部A380后，该机成为英国环球航空的第一架A380（注册号变更为：9H-GLOBL）

目前环球航空拥有两架空中客车A380，其中一架原隶属于中国南方航空，另一架从葡萄牙哈飞航空购得。起初环球航空曾宣布将采用一种创新的五舱布局，但随后还是决定采用传统的三舱布局，共设有471个座位。而两架A380的维护翻新工作则交由JETMS公司负责，这家立陶宛公司此前专注于翻新小型公务机和窄体客机，因此也是首次翻新A380这种等级的超大型客机。
| 空中巴士A380 | 2 |  | 471座 | - 9H-GLOBL（原隶属于中国南方航空） - 9H-MIP（隶属于高飞马耳他航空） |  |  |  |  |  |  |
| 总计         | 2 |  |       |                                                                     |  |  |  |  |  |  |